# Attività idraulica latente
Un materiale ad attività idraulica latente presenta proprietà idrauliche quando viene attivato opportunamente. 

Infatti a differenza dei materiali a comportamento pozzolanico, i quali possono indurire solo reagendo con la calce, quelli ad attività idraulica latente, se finemente macinati ed in presenza di acqua, possono indurire, sebbene lentamente, anche in assenza di idrossido di calcio.

La presenza di calce comunque ne accelera l'indurimento.
 
Questi materiali presentano pertanto ottime caratteristiche cementanti quando vengono mescolati al cemento Portland come aggiunte minerali, perché l'idratazione del clinker crea l'ambiente alcalino adatto ad attivarli, grazie alla formazione di idrossido di calcio.

La presenza di calce accelera la reazione tra il materiale e l'acqua presente nell'impasto con formazione di prodotti di idratazione analoghi a quelli che si generano a seguito dell'idratazione del cemento portland.

Tra le aggiunte minerali ad attività idraulica latente utilizzate per i calcestruzzi c'è la loppa di altoforno granulare.